# Pozba
Obec Pozba leží v okrese Nové Zámky v Nitranském kraiji na Slovensku. žije zde 456 obyvatel.

## Geografie
Obec se nachází v Pohronské pahorkatině v Podunajské nížině na Slovensku, v údolí Bešianského potoka v povodí řeky Žitavy 24 km od Levic a 31 km od Nových Zámků. Území tvoří pahorkatina s plochými hřbety s terciérními usazeninami pokryté sprašovou vrstvou. Obec leží v nadmořské výšce 140–250 m, střed obce se nachází ve výšce 156 m n. m. Z téměř odlesněného území je les jen v jižní části. Půdní pokryv tvoří hnědozem.
Sousedními obcemi jsou Trávnica na západě a severu, Bardoňovo na severovýchodě a východě, Dedinka a Veľké Lovce na jihu a Podhájska na jihozápadě.

## Historie
První písemná zmínka o obci pochází z roku 1245, kde je uvedena jako Pazuba a byly majetkem panství Radava, v roce 1339 panství Baracska, dále panství Trávnica, rodu Aczell, Bencsik, Barlanghy a dalších. V roce 1634 byla obec poplatná Turkům i císaři. V roce 1534 platila daň ze sedmi port, v roce 1601 bylo v Pozbě 49 domů, v roce 1720 zde žilo 11 daňových poplatníků, v roce 1828 zde bylo 53 domů a 351 obyvatel, kteří se živili zemědělstvím.
Do roku 1918–1919 patřila obec, která ležela v Tekovská župě, k Uherskému království a poté k Československu následně Slovensku. Za první republiky pracovali obyvatelé na místním velkostatku. Díky prvnímu vídeňskému arbitrážnímu nálezu se v letech 1938–1945 znovu ocitla v Maďarsku.

## Poutní místo
V obci se nachází poutní místo nazývané Svätá studnička (maďarsky Szentkút) kde se podle legendy zjevila Panna Marie. První kaple měla být postavena už v roce 1470. Další kaple byla postavena v roce1841 a která stála až do roku 1885.
Kaple Panny Marie Sedmibolestné, která byla postavena v roce 1914, je jednolodní stavba s širší lodí, s rovným závěrem (užším) a vestavěnou věží v průčelí. Fasáda je členěna okny s půlkruhovým záklenkem. Loď je zaklenuta valenou klenbou. Novogotický oltář je zdoben sochami Nejsvětějšího Srdce Ježíšova a Panny Marie. V interiéru je socha svatého Františka a dřevěný procesní kříž.
V roce 1926 byla nad pramenem postavena z darů poutníků druhá kaple zasvěcena Panně Marii. Kaple je jednolodní zděná novogotická stavba s polygonálním závěrem a štítovým průčelím. Fasáda je jednoduchá členěna novogotická okna v šambránách. Loď je zaklenuta valenou klenbou s lunetami. V kněžišti je novogotický oltář.
Vedle kaplí je lurdská jeskyně. Nad studánkou ve svahu je křížová cesta s 15 zastaveními s obrazy umístěnými na stromech.
Poutní místo náleží pod římskokatolickou farnost Beša děkanát Hronský Beňadík diecéze nitranské.

## Kalvínský kostel
Reformovaný kostel, jednolodní klasicistní toleranční stavba s polygonálním závěrem a věží tvořící součást hmoty, z roku 1785. Stojí pravděpodobně na místě dřívějšího reformovaného kostela. V roce 1866 byl přestavěn. Kolem roku 1926 byl rozšířen o věž.

## Doprava
V letech 1913–1914 byla postavena železniční trať Šurany – Levice se zastávkou Pozba. Výpravní budova  je přízemní stavba na půdorysu obdélníku.